# 靴里奴·高美斯
靴里奴·達施華·高美斯（葡萄牙語：Heurelho da Silva Gomes；1981年2月15日—），巴西足球運動員，司職守門員，現時為自由身。

## 生平

### 球會
高士路
高美斯在高士路開始他的職業生涯，在2001年至2004年間他共上陣59場比賽。2004年7月，他加盟燕豪芬。
燕豪芬
2004年8月11日，他在燕豪芬對貝爾格萊德紅星隊首次替球隊上陣。起初，有評論家說，巴西人'應該是在場上，而不是在龍門'。換句話說，如果質疑高美斯把關是不夠可靠。這些疑慮很快被抹殺掉。他的首場聯賽對羅辛度，儘管他失了兩球，但燕豪芬仍贏羅辛度5-2，他證明了自己是一個可靠的守門員。他是球隊取得四連冠的一分子，在荷蘭足球甲級聯賽和歐洲賽事皆有不錯的成就。在他的第一個賽季，燕豪芬殺入了歐洲冠軍聯賽四強，在前14年間，燕豪芬皆未能進入第二輪。在以後的球季，燕豪芬皆進入小組賽階段。
在荷甲，高美斯被稱為擁有出色的反應，不止一次挽救了燕豪芬。他還拋出皮球的能力是眾所周知的。高美斯能夠把球一路深入到對手的範圍。在開始前和比賽下半場，高美斯皆跳起來，以他的肩膀，觸及了燕豪芬的支持者。
在他轉到熱刺前，高美斯是最受歡迎的一個。他會講西班牙語和葡萄牙語，而在荷蘭，他不會講流利的荷蘭話。荷蘭球迷支持他入選巴西國家隊，最終在2003年發生。儘管燕豪芬、飛燕諾和阿積士三強之間的競爭，對手球迷也認同巴西人的表現。值得一提的是在對飛燕諾時，與高古慶祝入球時受傷。不過，他成功地繼續，甚至做到一個奇蹟挽救，最終雙方和局收場。 
高美斯在燕豪芬取得了大量的成就。他在荷蘭足球甲級聯賽維持了最長時間不失球紀錄，在燕豪芬60％的聯賽保持不失球。在他的第一個賽季在荷蘭，高美斯累積16小時11分鐘一球未失。在同一賽季，戈麥斯繼續保持不失，這一次他在八百一十七分鐘不失球。在他的第三個賽季，2006-07年，他再次顯著能力。九五六分鐘內維持不失，在燕豪芬奪取聯賽錦標最終發揮了巨大作用。因為燕豪芬在完成最後一輪比賽，與阿積士同分，燕豪芬以淨胜球的優勢（50，對49對阿賈克斯）排列第一。即使這些都非常令人印象深刻，這是不夠打破Heinz Stuy的紀錄，在1971年一千○八十二分鐘。但是高美斯也創紀錄，在2007-08賽季，他在頭5場聯賽保持清白身。
高美斯對一些媒體說，他不介意在燕豪芬直到結束他的職業生涯。然而，在2007年12月，高美斯在荷蘭雜誌Voetbal International說，他對球隊失去了信任。他還出現批評教練的情況，此外，高美斯批評禾夫臣處理年輕球員艾沙迪的，說在禾夫臣旗下年輕中場爭取他的信任太難了。在衝突開始時，高美斯得到至2011年的合同，但最後被撤銷。
熱刺
2008年6月27日，新教練祖迪拉莫斯以7.8m羅致他。高美斯自己在熱刺的第一場比賽在季前熱身賽於08年7月19日對迪尼亞表現不錯，最後球隊以4-2獲勝。儘管在過去2年打不到為國家隊上陣75％，高美斯仍獲得英國工作證。8月10日，高美斯首次在他的主場踢球，最後在友賽5-0戰勝羅馬。
高美斯沒有在英超聯賽打出很好開端，因為熱刺頭兩場賽事分別以1:2輸給新特蘭和米堡輸掉了，但接著在史丹福橋球場取得第一分。然而，他的聲譽受到了打擊，一個星期後，當他“莫名其妙地讓薄弱的楊格在第54分鐘桿滑過他的身體” 熱刺最後隊在主場負于阿斯頓維拉。這些失誤繼續有來，其中2008年11月15日在對富勒姆攻入烏龍球，這讓他的球隊陷入深深的降級區，也引起了熱刺守門員教練Leitert在2008年11月19日被解僱，之後高美斯改善了失誤，他在對韋斯咸上演了精彩的表演，從而救了兩個重要的入球，最後熱刺2-0擊敗對手。而在2011年1月16日，他得到哈利列納的好評，因為救了兩個世界級的撲救，主場0-0戰平曼聯。
2009-10賽季英超聯賽第二場比賽熱刺5-1擊敗侯城中，高美斯受傷了，並代之而起的第二門將古迪仙尼。經過核磁共振掃描，高美斯的腹股溝使他缺陣長達一個月。高美斯於2009年9月23日在聯賽杯5-1戰勝普雷斯頓他重返一線隊。
沃特福德
2014年7月1日，高美斯以自由球员身份签约加盟英冠的沃特福德，当赛季帮助球队夺得英冠亚军升级英超。2019年6月29日，高美斯原本被传极有可能在2019年夏天宣布挂靴，但是在同意续约后，他与沃特福德签下了一份为期一年的新合同，他将在新赛季继续为球队效力。

### 國際賽
高美斯了他首次替巴西上陣是在2003年美洲金杯。雖然美洲金盃是成年隊的賽事，但巴西選擇了派23歲以下隊比賽。高美斯上陣了5場，最後敗於墨西哥得亞軍。儘管是巴西隊贏得2005年國際足聯聯合會杯的第三門將，高美斯沒有得到任何上場時間。他還排除當時的教練彭利拿在2006年世界杯的最後23人名單以外。
直到他在球隊進行一系列夏末友誼賽，因此新的巴西隊主教練鄧加希望給新星上陣，高美斯終於取得了一些上場時間。 2006年8月14日，他被徵召往挪威進行一場友誼賽，結束以1-1互交白卷。2006年9月3日，他上陣了在酋長球場巴西3-0擊敗阿根廷的賽事。兩天後，高美斯在白鹿巷保持了連續第二個不失球的賽事。他的最近上場是在2006年10月10日以2-1擊敗厄瓜多爾。

## 榮譽
高士路
- 巴西甲組足球聯賽: 2003
- 巴西盃: 2003
- 明尼路聯賽: 2002, 2003

PSV燕豪芬
- 荷兰足球甲级联赛: 2004–05, 2005–06, 2006–07,2007–08
- 荷蘭盃: 2004–05

熱刺
- 巴克莱英超亚洲杯: 2009

國際賽
- 洲際國家盃: 2005, 2009

## 連結
- 足球数据库：Heurelho Gomes的球员统计数据
- Gomes1.com - Official site - news and pictures
- Praise to Heurelho Gomes - Quotes, statistics and pictures
- PSV: Alex and Gomes see off Wales - noticias.info, 9/5/2006
- Gomes photos and more from PSV by Tvw （页面存档备份，存于）